# Bicskei kistérség

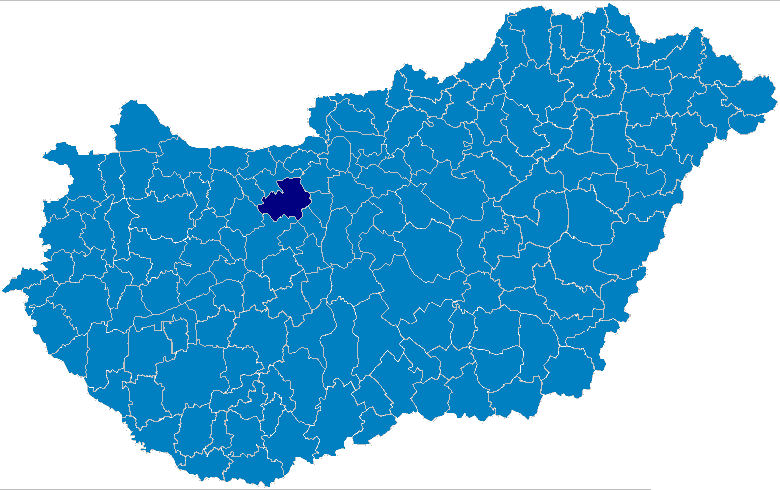
A Bicskei kistérség

A Bicskei kistérség kistérség Fejér megyében, központja: Bicske.

## Települései
| Alcsútdoboz | Bicske       | Bodmér | Csabdi  | Csákvár |
| Etyek       | Felcsút      | Gánt   | Kajászó | Mány    |
| Óbarok      | Szár         | Tabajd | Újbarok | Vál     |
| Vértesacsa  | Vértesboglár |        |         |         |

## Története
2007-ben Kajászó az Ercsi kistérségből átkerült a Bicskei kistérségbe.

## Nevezetességei
Kajászó: Első világháborús emlékmű
Kajászó: Artézi kút
Kajászó: Református templom